# Centro de extensión cultural Alfonso Lagos
El Centro de extensión cultural Alfonso Lagos (CECAL) es un recinto de carácter cultural y educacional, dependiente de la Universidad de Concepción, ubicado en el sector de Las Cuatro Avenidas de la ciudad de Chillán, Chile.
Su nombre se debe al periodista Alfonso Lagos Villar, quien obtuvo el Premio Nacional de Periodismo de 1961 por su labor como director en el periódico La Discusión.
El recinto es utilizado para diversas actividades esporádicas, sin embargo, una de las que se repite cada año, es la actividad de conmemoración del Terremoto de Chillán de 1939, donde en 2016 realizó una actividad fotográfica, en 2018, se enfocó en conversatorios y foros, mientras que en 2020, fue realizado un diálogo ciudadano con la presencia del geógrafo Marcelo Lagos.

## Historia
Fue construida en 1940, como parte de la reconstrucción de la ciudad de Chillán, tras el terremoto de 1939, siendo la vivienda del periodista Alfonso Lagos Villar, quien poco antes de su fallecimiento, en 1976, donó sus bienes a la Universidad de Concepción, entre ellos, su hogar que en 1992, fue reinaugurado como Centro de extensión cultural Alfonso Lagos.
Tras un análisis para un inventario de patrimonio en la región, se constató que el edificio posee filtraciones de agua potable, como también, problemas derivados de la humedad.

## Arquitectura
La ornamentación y la composición de la fachada de este edificio, son parte de la arquitectura neoclásica.  Sus cimientos, sobrecimientos y pilares están hechos de hormigón armado, mientras que sus muros de carga son de albañilería de ladrillo confinada, con revestimiento de cemento. Posee tabiquería de madera sin relleno, y el piso es envigado de madera. La techumbre tiene cerchas de madera, cubiertas por metal.
Posee en su interior una Sala de arte, el Auditorio Alfonso Lagos para la realización de conferencias, además de tres salas para la realización de talleres y reuniones.